# Jørgen Melskens
Jørgen Lind Melskens (født 14. november 1943 - død 16. februar 2018) var en dansk skuespiller.
Melskens var autodidakt og havde således ingen formel skuespilleruddannelse. I 1970'erne og 80'erne var han med i teatergruppen Skifteholdet og i 1971 blev han leder af Debatteatret, som Danmarks yngste teaterleder. Han har medvirket i flere film og har også spillet med i bl.a. Dragør-Revyen.
Melskens var medlem af Enhedslisten og før det medlem af Danmarks Kommunistiske Parti. I 1996 var han med til at starte Sundby Lokalhistoriske Forening, som han var formand for i en årrække. Derudover har han været medlem af Ældrerådet i Københavns Kommune. Melskens var også kulturanmelder på dagbladet Arbejderen og stod indtil 2017 bag det ugentlige radioprogram 'Radio Spartakus' på lokalradioen Christianshavns Kanal.

## Filmografi
- Har du set Alice? (1981)
- Midt om natten (1984)
- Christian (1989)
- Under overfladen (1999)

### Tv-serier
- Kaos i opgangen (1997)